# Русский драматический театр имени Н. А. Бестужева
Госуда́рственный ру́сский драмати́ческий теа́тр и́мени Н. А. Бесту́жева (бур. Н. А. Бестужевай нэрэмжэтэ Ород драмын гγрэнэй театр) — первый профессиональный театр в Бурятии, находящийся в столице республики — городе Улан-Удэ.

## История
В октябре 1928 года Верхнеудинск (ныне Улан-Удэ) посетил «Московский передвижной организационный синтетический театр Международного Красного Стадиона и Осоавиахима СССР» (сокращённо Оргтеатр) под руководством Е. П. Просветова. Оргтеатр направлялся с гастролями во Владивосток, где к труппе присоединились московские артисты оперетты. В декабре 1928 года Оргтеатр вновь приехал в Верхнеудинск и дал 22 декабря спектакль А. Файко «Человек с портфелем». Здесь театру было предложено остаться в столице Бурят-Монгольской АССР и творческий коллектив принял предложение.
Первым художественным руководителем и режиссёром был Е. П. Просветов (1894—1958). Театр ставил водевили, интермедии, скетчи, танцевально-спортивные этюды и сцены. Оргтеатр при Народном комиссариате просвещения республики организовал театральную студию, которая в 1931 году была преобразована в техникум искусств.
В 1932 году здание, в котором располагался театр, сгорело и труппа уехала из города. Начальник управления зрелищных мероприятий Александр Васильевич Миронский (1899—1955) в 1934 году сформировал новую труппу под руководством главного режиссёра И. П. Милославского, а затем привёз из Москвы и Ленинграда вторую труппу с главным режиссёром Алексеем Ефимовичем Ларионовым.
В Улан-Удэ театру выделили здание на улице Ленина. 23 ноября 1936 года новый театр начал сезон спектаклем «Аристократы» Николая Погодина.
В 1972 году здание театра на улице Ленина сгорело и труппа переехала в здание Восточно-Сибирского института культуры.
В 1991 году театр получил имя декабриста Николая Александровича Бестужева.
В 2000 году было принято решение о передаче театру здания бывшего кинотеатра «Дружба». В апреле 2007 года на месте кинотеатра началось строительство нового драматического театра и в июле 2009 года театр имени Н. А. Бестужева принял первых гостей — участников Байкальского экономического форума.
В августе 2009 года театр посетил президент России Дмитрий Медведев.
С 2009 года, с момента освоения нового здания театра коллективом проведено немало событийных мероприятий российского уровня - межрегиональный фестиваль драматургии Степана Лобозерова «По соседству мы живем», российская лаборатория современной драматургии и молодой режиссуры «АРТЭРИЯ», Всероссийский семинар молодых драматургов «Авторская сцена», творческая лаборатория «Территория РОСТа», посвященная детям и подросткам с участием известных детских писателей и поэтов, а также с привлечением  российских драматургов; гастроли известных театральных коллектив в рамках программы «Большие гастроли» при участии Федерального центра поддержки гастрольной деятельности. Театр часто принимает гостей, на его сцене престижным становится проводить мероприятия различных уровней – политические, экономические, образовательные; сцена не раз становилась концертной и фестивальной площадкой.
Первым художественным руководителем министр культуры Республики Бурятия Т.Цыбиков назначил молодого режиссера Олега Юмова. Его постановка «Стулья» по пьесе Э.Ионеско была удостоена Государственной премии Республики Бурятия в области искусства в 2010 г.
В 2011 году художественным лидером становится Анатолий Борисович Баскаков. Под его руководством в 2013 году театр совершил фестивальное турне, приняв участие сразу в 4 фестивалях: Международный театральный фестиваль современной драматургии "Коляда-Plays" (спектакль «Бесконечный апрель» по пьесе Я.Пулинович, реж. Никита Рак), г. Екатеринбург, XII Всероссийский фестиваль "РЕАЛЬНЫЙ ТЕАТР" – авторский проект Олега Лоевского (спектакль «Любовь людей» Д. Богославского, реж.П.Зобнин), г.Екатеринбург, VIII Международный театральный фестиваль «Встречи в Одессе» на сцене Одесского академического русского драматического театра (спектакль «Жанна Я. Пулинович, реж. А.Баскаков), IX Международный театральный фестиваль современной драматургии имени Александра Вампилова (спектакль «Вечерний звон» С. Лобозёрова, реж. А.Баскаков), г. Иркутск.
Сегодня творческую концепцию развития театра определяет художественный руководитель Сергей Александрович Левицкий, назначенный министерством культуры Республики Бурятия 3 августа 2015 года. Спектакли в постановке нового лидера стали заметным явлением в театральном пространстве России, вызвали интерес экспертов самого престижного театрального фестиваля «Золотая маска». Так, у  драмы «Фронтовичка» по пьесе Анны Батуриной за полтора года сложилась богатая гастрольная биография. 1 марта 2016 года спектакль принял участие во внеконкурсной программе Российской национальной премии и фестиваля «Золотой маски» – «Маска Плюс» (Москва). В мае одержал победу на Межрегиональном фестивале- конкурсе «Ново-Сибирский транзит-2016» (Новосибирск) в номинации «Лучший спектакль большой формы», режиссер был удостоен диплома Ассоциации театральных критиков «За смелое и оригинальное жанровое решение спектакля «Фронтовичка» по пьесе А.Батуриной», а исполнительница главной роли Светлана Полянская награждена дипломом «За лучшую женскую роль». 15 ноября состоялся показ на сцене театра-фестиваля «Балтийский дом» в Санкт-Петербурге в рамках «Дней культуры Улан-Удэ», посвященных празднованию 350-летия со дня основания столицы Бурятии. А в  канун 2017 года спектакль стал лауреатом Государственной премии Республики Бурятия в области литературы и искусства за 2014-2015 годы. Престижной премии удостоены -режиссер спектакля Сергей Левицкий, заслуженная артистка России Марина Ланина, народный артист Бурятии Сергей Васильев, заслуженная артистка Бурятии Светлана Полянская и актриса Алена Байбородина.
Директор театра с 1998 года - П. Г. Степанов, заслуженный работник культуры РФ и Республики Бурятия. Именно он стал инициатором строительства нового здания для Государственного русского драматического театра. Во многом благодаря его пробивной силе и умению убеждать  положительно решился вопрос о строительстве собственного здания ТЕАТРА. Он участвовал во всех этапах строительства,  начиная от проектирования. За что в  2009 г. удостоен Почетного  звания «Заслуженный строитель Республики Бурятия» и  включен  в Книгу Почета РБ.
В труппе театра более тридцати человек. Работают народные артисты России: Н. Туманова, Г. Шелкова; заслуженные артисты России: Л. Архипова, В. Барцайкин, С.Рыжов, М.Ланина, Д.Панков, а так же народные и заслуженные артисты Бурятии и творческая молодежь.
В 1995 году при театре создана Малая академия театрального искусства для учащихся старших классов средних школ. Созданы «Клуб любителей театра», музей.
- Театр
- Восточный фасад
- Каскад фонтанов
- Вечерняя иллюминация фонтана
- Северный фасад

## Скандалы и происшествия
- 22 марта 2022 г. минкульт Республики Бурятия уволил Сергея Левицкого с поста худрука театра без объяснения причин. Об этом сообщил в соцсетях сам Левицкий: «Только что был уволен минкультом Бурятии без объяснения причин с поста художественного руководителя Театра имени Бестужева»[1][2]. До этого в соцсетях режиссёр неоднократно критиковал действия властей.
- Назначенный художественным руководителем театра Вячеслав Дьяченко 11 ноября 2022 г. в интервью телеканалу АТВ заявил, что «еще с греческих времени артист – существо подневольное, такая же профессия, как и женщина в древности»[3]. Эти cлoвa  зaдeли aктepoв, oни нaпиcaли oткpытoe пиcьмo министpy кyльтypы Бурятии Соелме Дагаевой. Пoд ним пoдпиcaлиcь бoлee 20 apтистoв тpyппы, в кoтopoй на ceгoдня З0 чeлoвeк.

Уважаемая Соелма Баяртуевна!
Мы, нижеподписавшиеся артисты Государственного Русского Драматического Театра имени Н.А.Бестужева, выражаем свою обеспокоенность позицией нового художественного руководителя нашего театра В.М.Дьяченко, озвученной в интервью, вышедшем 9.11.2022 на телеканале АТВ в рамках программы «Актуальная тема с Владимиром Банчиковым».
В ходе интервью В.М.Дьяченко сделал несколько заявлений, которые оскорбили нас и вызвали опасения за дальнейшую судьбу репертуара, театра и артистов, долгие годы преданно служащих ему.
На 13 минуте 15 секунде в контексте вопроса о том, как складываются отношения с труппой, В.М. Дьяченко ответил: «В отношении артистов, Вы знаете, по-моему, ещё с греческих времен это такая же профессия, как и профессия женщин в древности. Ничего не поменяется». Данное высказывание, сравнивающее актеров с женщинами легкого поведения, глубоко оскорбило и задело нас как профессионалов, как работников Государственного учреждения культуры, как личностей. Высказывание подобного характера в медиа пространстве в адрес артистов, тем более своих подчиненных, мы считаем недопустимым для руководящего лица.

Мы требуем от В.М. Дьяченко публичных извинений перед артистами и зрителями на телеканале АТВ за нанесённое им оскорбление.
В том же интервью Дьяченко заявил, что считает местного зрителя человеком непритязательным и уверен, что «умная» режиссура такой публике не нужна. 
- В марте 2023 г. актер театра Артур Шувалов вскрыл себе вены на сцене из-за давления со стороны руководства театра и попыток уволить его[6][7][8]. Актер заявил, что его уже год пытаются уволить, унижают и лишают денег. 29 марта руководство театра уволило его жену Светлану Полянскую. В своей смерти актер обвинил худрука Вячеслава Дьяченко и директора театра Наталью Светозарову. Видео выступления опубликовал Telegram-канал «Весь Улан-Удэ Бурятия».

Супруга артиста Светлана Полянская рассказала что побудило ее мужа пойти на такое:
Мужа убирали из постановок и не давали ролей. Собирались всякие внутренние расследования, вменяли ему разного рода дисциплинарные взыскания, которые не соответствовали действительности. А потом на основании этого лишали премии. Получается, что его лишали работы и денег. Мы приходили всем коллективом к руководству и просили не увольнять Артура, но все было безрезультатно.
Светлана отметила, что ее тоже стали убирать из новых постановок. В итоге, в так называемом черном списке худрука оказались она, ее супруг и еще ряд артистов.
В официальном заявлении руководства театра сказано:
Заявления и поступок Артура Шувалова, совершенные 29 марта 2023 года на сцене театра – очередная инсинуация, которой данный артист хочет дестабилизировать ситуацию в театре, сорвать рабочий процесс.
- В марте же 2023 г. художественный руководитель театра Вячеслав Дьяченко с помощью полиции вывел нескольких актеров труппы из здания, чтобы "они не портили настроение московским артистам", которые участвую в спектакле "Живой товар"  [11].

В распространённом заявлении сказано:
После случая, произошедшего на глазах сотен зрителей 29 марта 2023 года, три артиста не допускаются в театр до окончания проверки инцидента органами прокуратуры.
Но 1 апреля группа, поддержавшая акцию артиста Артура Шувалова во время спектакля "Театр. Изнанка", настойчиво пыталась пройти в зал, в котором не было свободных мест.
Мы вынуждены были вызвать охрану, чтобы усилить меры безопасности и защитить зрителей от возможных провокаций.

## Известные актёры
- Архипова, Лилия Ефимовна, Заслуженная артистка Бурятской АССР (1975), Заслуженная артистка РСФСР (1981)[13].
- Бенская, Раиса Семеновна (1901―1984) ― советская бурятская театральная актриса, Заслуженная артистка Бурят-Монгольской АССР (1954), Народная артистка Бурятской АССР (1970)[14].
- Букин, Валентин Павлович
- Никулина, Клавдия Тимофеевна (1917—2005), Народная артистка РСФСР.
- Овчинников Геннадий Ильич (1945—2001), Народный артист Бурятии
- Панков, Сергей Леонидович
- Панкова, Ирина Михайловна (1918―2007), Заслуженная артистка Бурятской АССР (1979)
- Туманова-Рыжова, Нина Константиновна, Народная артистка Российской Федерации
- Хлебникова, Ольга Ивановна, Заслуженная артистка Бурятской АССР
- Шелкова, Галина Дмитриевна (1940―2021), Народная артистка Российской Федерации
- Юхневич, Иннокентий Владимирович (1968—1997), Народный артист РСФСР.